# Clima

Esempio di dinamica atmosferico-climatica a livello globale (copertura nuvolosa) (NASA)

Il clima (dal greco antico κλίμα?, klíma, "regione, tratto di paese") è lo stato medio del tempo atmosferico a varie scale spaziali (locale, regionale, nazionale, continentale, emisferico o globale) rilevato nell'arco di almeno 30 anni (secondo la definizione ufficiale fornita dalla Organizzazione meteorologica mondiale). 
È in massima parte una funzione dell'inclinazione dei raggi solari sulla superficie della Terra al variare della latitudine; a ciascuna fascia climatica-latitudinale della Terra corrispondono caratteristiche fisico-ambientali diverse in termini di flora e fauna detti biomi (es. foreste pluviali, deserti, foreste temperate, steppe, taiga, tundra e banchisa polare), influenzando fortemente le attività economiche, le abitudini e la cultura delle popolazioni che abitano il territorio.
La principale caratteristica del clima rispetto al comune "tempo meteorologico", oltre all'intervallo temporale di osservazione e studio, è l'avere un andamento che tende a mantenersi stabile nel corso degli anni pur con una variabilità climatica interannuale dovuta alle stagioni e di medio-lungo periodo che vi si sovrappone. L'attenzione scientifica negli ultimi decenni si è spostata sempre più sulla comprensione o ricerca approfondita dei meccanismi che regolano il clima terrestre, specie in rapporto ai temuti cambiamenti climatici osservati negli ultimi decenni (ad esempio il riscaldamento globale). 
La disciplina scientifica che studia tutti questi aspetti è la climatologia.

## Descrizione

### Clima e tempo meteorologico
"Tempo meteorologico" e "clima" sono termini che nel linguaggio comune vengono spesso usati come sinonimi; dal punto di vista strettamente scientifico invece i loro significati sono distinti.

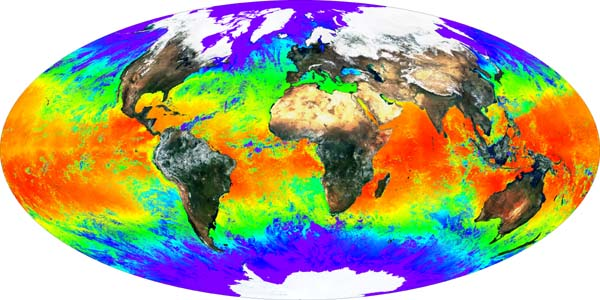
Distribuzione della temperatura sulla superficie terrestre. In rosso le aree a temperatura più elevata, in blu le aree a temperatura meno elevata (NASA).

Quando si parla di "clima" ci si riferisce alle condizioni ambientali che persistono in una zona per periodi lunghi almeno qualche decina di anni (da minimo 30 anni a migliaia di anni) e condizioni atmosferiche che tendono a ripetersi stagionalmente, mentre variazioni meteo giornaliere, stagionali o annuali devono essere considerate variazioni del tempo meteorologico di una zona. 
In pratica quando si parla di clima si parla non soltanto delle condizioni meteo, ma soprattutto all'ambiente ad esse associate: una variazione del clima è una variazione stabile non solo delle condizioni meteo di un'area ma anche dell'ambiente di quell'area (ambiente come piante, animali, morfologia, ecc.).
Il clima è riferito ad aree terrestri che vanno dalla piccola estensione fino ad aree molto vaste (ad esempio, le fasce climatiche o interi continenti). In particolare l'Organizzazione Meteorologica Mondiale (OMM) ha stabilito che la durata minima delle serie storico-temporali di dati continui per poter individuare le caratteristiche climatiche di una data località è di minimo 30 anni.
Risulta pertanto evidente come anche il clima di una regione, sebbene mostri una certa regolarità nel tempo, possa essere soggetto a cambiamenti temporali, anche con periodi piccoli comparabili con la durata media della vita umana; succede quindi abbastanza di frequente che una persona, nella sua vita, si trovi a sperimentare dei piccoli cambiamenti climatici. A maggior ragione, quindi, possono esserci cambiamenti climatici su periodi lunghi, in risposta a variazioni nei fattori sotto elencati.
In questo contesto vengono ad assumere particolare importanza gli studi di "analisi climatica" delle suddette serie storiche che evidenziano i trend e le ciclicità statistiche delle grandezze meteo-climatiche osservate, ovvero le anomalie e le regolarità dei parametri rispetto alla media del periodo di riferimento (hanno scarso senso climatico invece le analisi di breve periodo riferite a singoli eventi meteorologici in quanto rientranti invece nella comune variabilità meteorologica). Seguono poi in genere gli studi di attribuzione delle cause dei cambiamenti climatici stessi. Tecnicamente parlando si può dire che il tempo atmosferico è caotico a bassa temporalità ovvero a breve periodo, andando poi a regime ovvero mostrando una certa regolarità nel lungo periodo (vedi attrattore di Lorenz).

### Definizioni amministrative e normative
Secondo il Glossario Dinamico ISPRA-CATAP, per clima si intende la sintesi statistica dei parametri atmosferici (temperatura, precipitazioni, umidità, pressione atmosferica, venti) che interessano un territorio per un periodo di tempo sufficientemente lungo.

### Elementi del clima

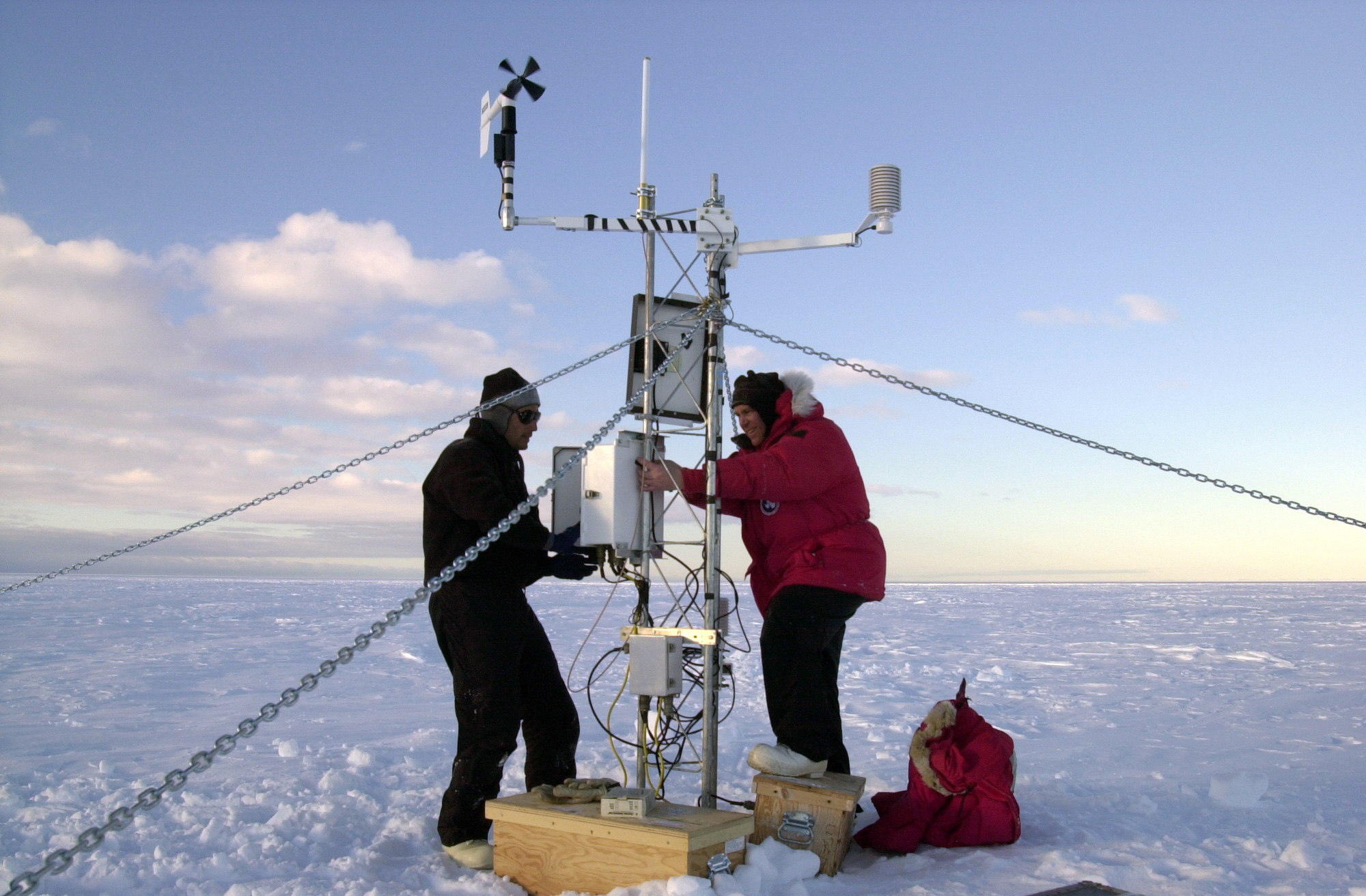
Stazione meteo-climatica di raccolta dati in Antartide

Gli elementi climatici sono delle grandezze fisiche misurabili, la cui misurazione viene effettuata per mezzo di opportuna strumentazione da parte delle stazioni meteorologiche (capanne standard di legno colorato di bianco), e sono: 
- temperatura;
- umidità;
- pressione;
- intensità e durata della radiazione solare (funzione della latitudine, della stagione e della durata del giorno);
- precipitazioni;
- nuvolosità;
- vento (velocità, direzione, raffiche).

Essi sono gli stessi elementi che caratterizzano il tempo atmosferico, ma coerentemente con la definizione di clima di essi sono rilevanti solo i valori medi assunti su un lungo periodo di tempo.

### Fattori climatici

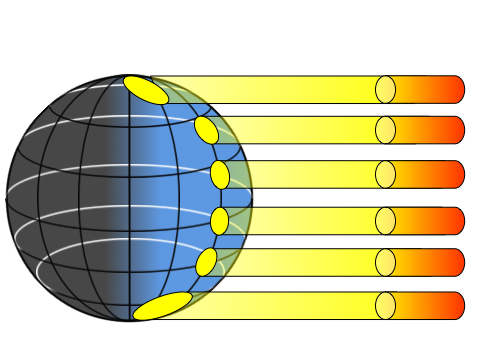
Effetti della latitudine sull'incidenza della radiazione solare

I fattori climatici sono le condizioni che producono variazioni sugli elementi climatici. Si possono distinguere tra fattori zonali, che agiscono regolarmente dall'equatore ai poli, e fattori geografici, che agiscono in modo diverso per ogni località.
Sono fattori zonali: 
- latitudine (distanza di un punto dall'equatore);
- circolazione atmosferica generale, che influisce attraverso gli scambi di calore tra le regioni calde e le regioni più fredde.
- effetto serra
- albedo

Sono fattori geografici:
- altitudine (con l'altezza diminuiscono la temperatura di 6 gradi ogni 1000 m circa, la pressione e l'umidità, mentre aumentano l'irraggiamento solare e, fino a una certa quota, la piovosità);
- presenza di catene montuose (che bloccano i venti, costringendoli ad alzarsi a quote più elevate,dove la temperatura è più bassa,facendo condensare il vapore acqueo e provocando pioggia);

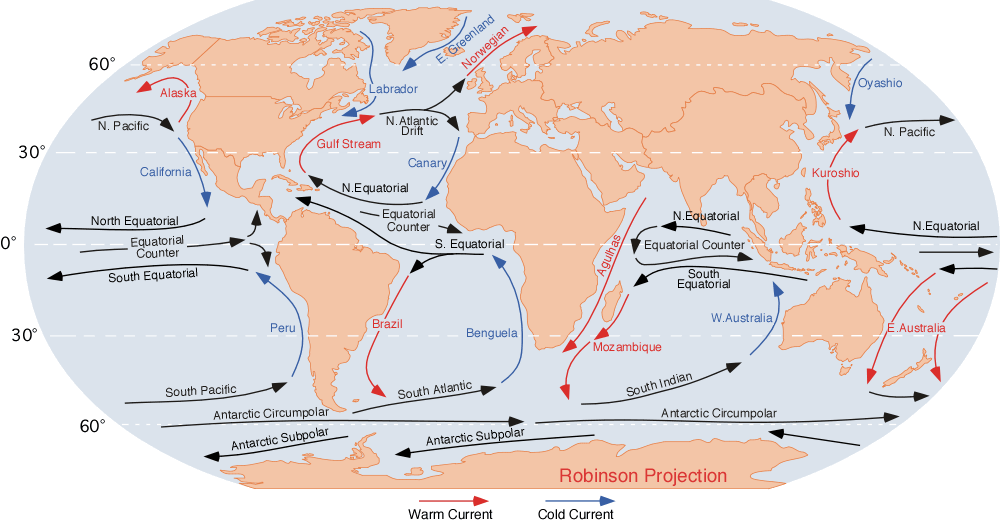
Mappa delle correnti oceaniche

- esposizione a solatio o a bacio (che modifica l'angolo di incidenza della luce solare);
- vicinanza al mare (che influenza la temperatura e l'umidità, riducendo l'escursione termica perché abbassa le temperature massime e alza quelle minime);
- correnti marine (che possono essere calde e fredde;quelle calde rendono il clima delle coste che lambiscono caldo e umido,mentre quelle fredde lo rendono fresco e secco);
- vegetazione (mitiga il clima grazie alla maggior presenza di vapore acqueo, rendendo quindi il clima più umido);
- attività umana (che agisce sul clima in quanto capace di modificare l'ambiente naturale e gli equilibri degli ecosistemi).
- irradiazione solare.
- vicinanza a grandi bacini d'acqua (la funzione mitigatrice di questi bacini favorisce delle escursioni termiche meno accentuate rispetto ad una regione che ne è sprovvista, favorendo il caratteristico clima mite)

### Classificazione dei climi

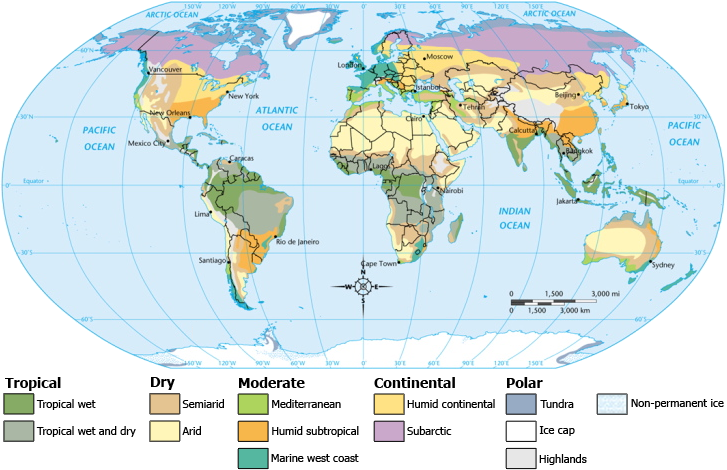
Mappa dei climi del mondo

Celebre è la classificazione del Clima ad opera di Wladimir Köppen secondo la quale i climi si distinguono in:
- Clima tropicale
- Clima equatoriale
- Clima subtropicale
- Clima temperato
- Clima temperato umido
- Clima oceanico
- Clima mediterraneo
- Clima continentale
- Clima subartico
- Clima transiberiano
- Clima polare
- Clima nivale
- Clima glaciale
- Clima steppico
- Clima desertico
- Clima monsonico
- Clima sinico
- Clima della savana
- Clima alpino
- Clima boreale
- Clima boreale delle foreste
- Clima della tundra

### Clima dei pianeti circostanti

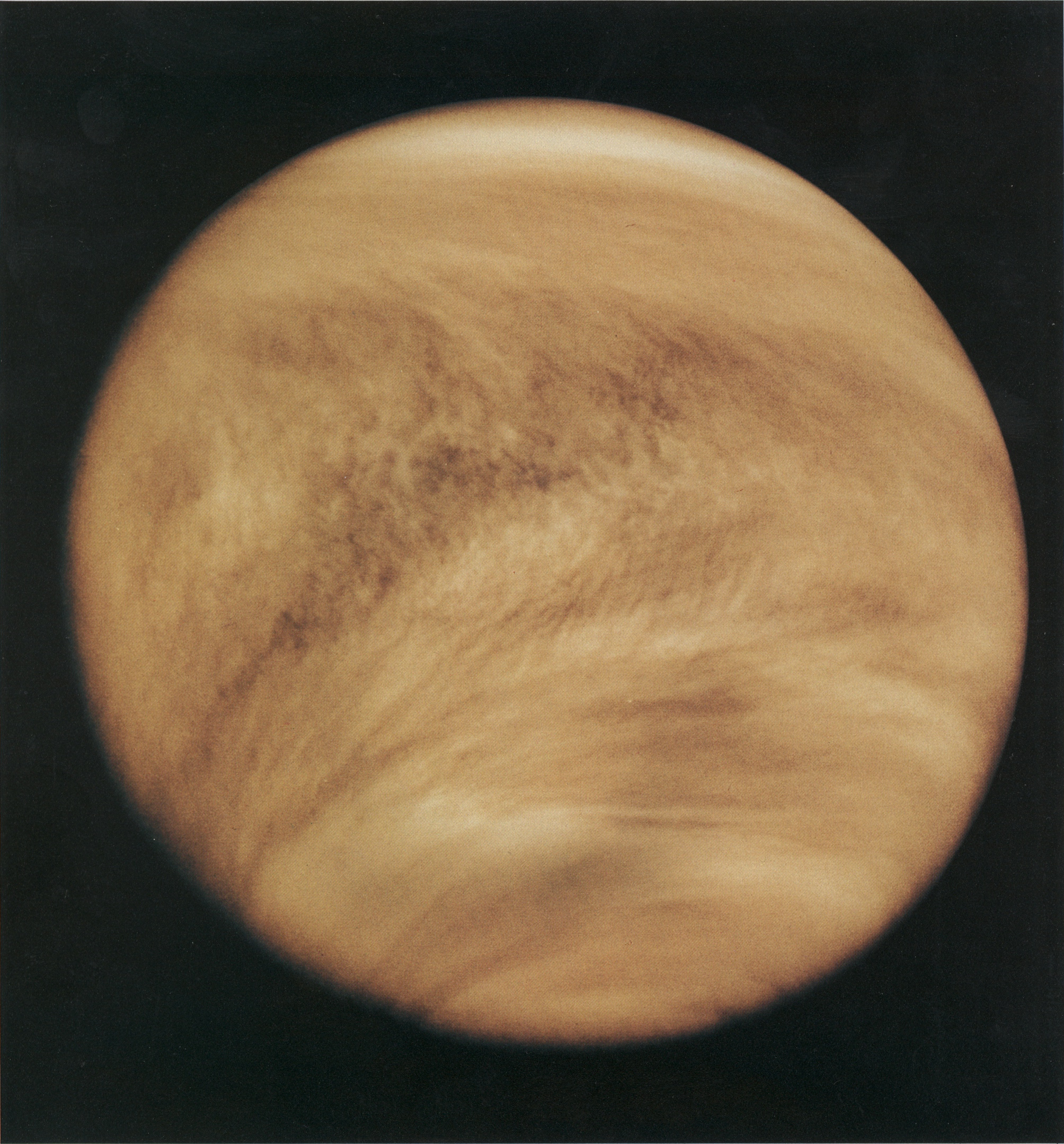
Venere, famoso per il suo intenso effetto serra

- L'atmosfera di Venere ha una pressione di 94 volte quella terrestre, ed è composta per il 97% da CO2. L'assenza di acqua impedì l'estrazione dell'anidride carbonica dall'atmosfera, che si accumulò provocando un intenso effetto serra che aumentò la temperatura superficiale sino a 465 °C, superiore al punto di fusione del piombo. Probabilmente la distanza inferiore dal Sole è stata determinante per produrre nel pianeta le condizioni attuali. Bisogna ricordare che piccoli cambiamenti possono scatenare un meccanismo di retroazione e se questo è sufficientemente ampio si può raggiungere un livello non controllabile, dominato da alcuni fattori, e avere condizioni estreme come quelle di Venere.
- L'atmosfera di Marte ha una pressione di solo sei millibar e, sebbene sia composta per il 96% da CO2, l'effetto serra è scarso e non può impedire né una oscillazione diurna della temperatura dell'ordine di 55 °C, né le basse temperature superficiali che raggiungono minimi di -86 °C nelle medie latitudini. Pare che nel passato godette di migliori condizioni, per cui vi era acqua liquida sulla superficie come dimostrano la moltitudine di canali e valli erosive; questo fu causato da un aumento della concentrazione del diossido di carbonio nella sua atmosfera, proveniente dalle emissioni dei grandi vulcani marziani che provocarono un processo di degassificazione analogo a quello accaduto sul nostro pianeta. La differenza sostanziale è che il diametro di Marte misura la metà rispetto a quello terrestre, per cui il calore interno era molto inferiore e il pianeta si raffreddò già molto tempo fa. Senza l'attività vulcanica Marte era condannato e la CO2 sfuggì dall'atmosfera facilmente, a causa anche della ridotta forza di gravità rispetto alla Terra. Inoltre è possibile che qualche processo di tipo minerale assorbisse la CO2 e, non compensato dalle emissioni vulcaniche, provocasse una sua diminuzione drastica. Il pianeta quindi si raffreddò progressivamente fino a congelare la poca CO2 rimasta nelle calotte polari odierne.

## Funzionamento del sistema climatico

Circolazione atmosferica

Il sistema climatico è il risultato dell'accoppiamento atmosfera-oceano-biosfera-criosfera con scambi di calore sensibile, vapore acqueo, quantità di moto (attraverso i venti sul moto ondoso) e elementi chimici vari (attraverso i cicli biogeochimici) all'interfaccia di separazione dei vari mezzi. Il motore del sistema climatico è il Sole (forzante esogena) che riscalda la superficie terrestre con intensità variabile (decrescente) con la latitudine causando un gradiente termico tra i poli e l'equatore laddove l'insolazione è rispettivamente minima e massima. L'influsso degli oceani si fa sentire anche attraverso i pattern di circolazione accoppiati con l'atmosfera e detti teleconnessioni atmosferiche.
Come conseguenza di ciò e della rotazione terrestre il ripristino dell'equilibrio termico planetario latitudinale è affidato alla circolazione generale dell'atmosfera la quale può essere suddivisa in 3 grosse macrocelle per emisfero: la cella di Hadley che va dalla fascia equatoriale fino a quella tropicale, la cella di Ferrel che copre le medie latitudini e la cella polare che staziona sui polo fino al circolo polare. Ognuna di queste celle comunica con la confinante scambiandosi masse d'aria a temperatura e umidità diverse. Una caratteristica fondamentale dell'atmosfera terrestre è l'effetto serra ovvero l'intrappolamento del calore da parte dei gas atmosferici.
Il sistema climatico è un sistema in equilibrio dinamico con le sue forzanti esterne (esogene), quali appunto il Sole, e interne (endogene), quali i cicli oceanici e la concentrazione di gas serra, ovvero modifica il suo stato di equilibrio termico al variare dell'intensità delle forzanti stesse. All'interno del sistema in virtù dei mutamenti delle forzanti di origine naturale è definibile anche il concetto di variabilità climatica.
In una rappresentazione fisico-matematica tramite spazio delle fasi del sistema climatico ovvero tramite l'attrattore risultante, le singole traiettorie di stato rappresentano la normale evoluzione meteorologica (riferibile a ciascun parametro meteorologico) con una chiara variabilità intrastagionale e interannuale (caos) delle traiettorie stesse, mentre la ciclicità regolare climatica è rappresentata invece dalla forma complessiva dell'attrattore (farfalla o doppio lobo) dove si evidenzia l'equilibrio del sistema come 'media' delle singole traiettorie. Al variare delle forzanti l'equilibrio nel tempo delle traiettorie (densità e baricentro), quindi del sistema, si sposta in un lobo oppure nell'altro. 

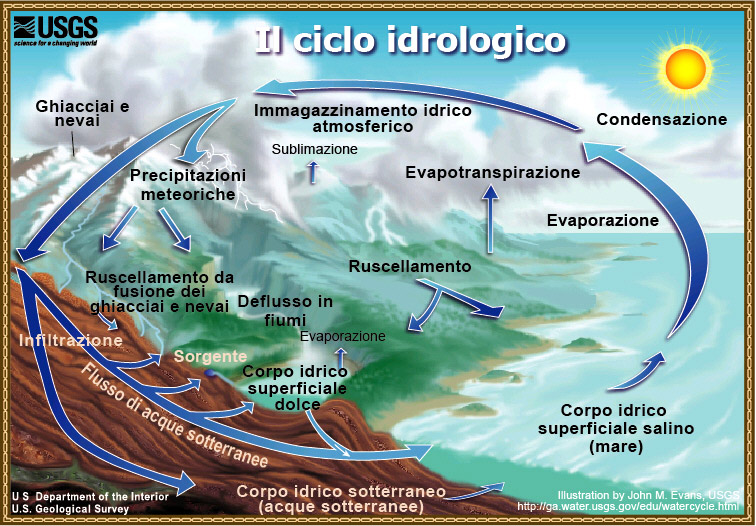
Ciclo dell'acqua

Di rilevante importanza sono i processi di retroazione o feedback del sistema climatico sulle forzanti originarie al sistema stesso, sia positivi che negativi (albedo, ghiacci, nubi ecc...), che spesso di natura non-lineare assieme agli altri processi non-lineari rendono il sistema climatico propriamente un sistema complesso il quale manifesta cioè un comportamento emergente solo in corrispondenza della computazione in toto di tutti processi ("il tutto è maggiore della somma delle singole parti"). L'energia esterna ricevuta è dunque assorbita e redistribuita in tutto il sistema tramite i vari processi interagenti e all'equilibrio parte di questa energia è ceduta nuovamente allo spazio; in virtù di ciò il sistema climatico è anche un sistema aperto ovvero non isolato cioè dissipativo. A ciò si aggiunge la rilevante capacità di autoregolazione della temperatura globale da parte degli oceani in grado di fungere da grandi serbatoi di accumulo del calore grazie alla loro notevole capacità termica.
L'evidente difficoltà di studio tramite riproduzione in laboratorio dell'intero sistema e la necessità di tenere in considerazione tutti i processi rappresentativi in legame strettamente non-lineare ha portato negli ultimi decenni ad un approccio di studio simulato, col ricorso a laboratori virtuali ovvero all'uso accoppiato di supercalcolatori e modelli matematici al fine di ottenere simulazioni sul clima passato e su quello futuro, preservando così, attraverso la validazione del modello sui dati passati, uno dei requisiti cardine della scienza fisica moderna qual è la riproducibilità galileiana dell'osservabile fisico nonché il superamento definitivo dell'approccio qualitativo con quello ben più rigoroso di tipo quantitativo pesando i contributi di ciascun fattore.

### Indici climatici e teleconnessioni

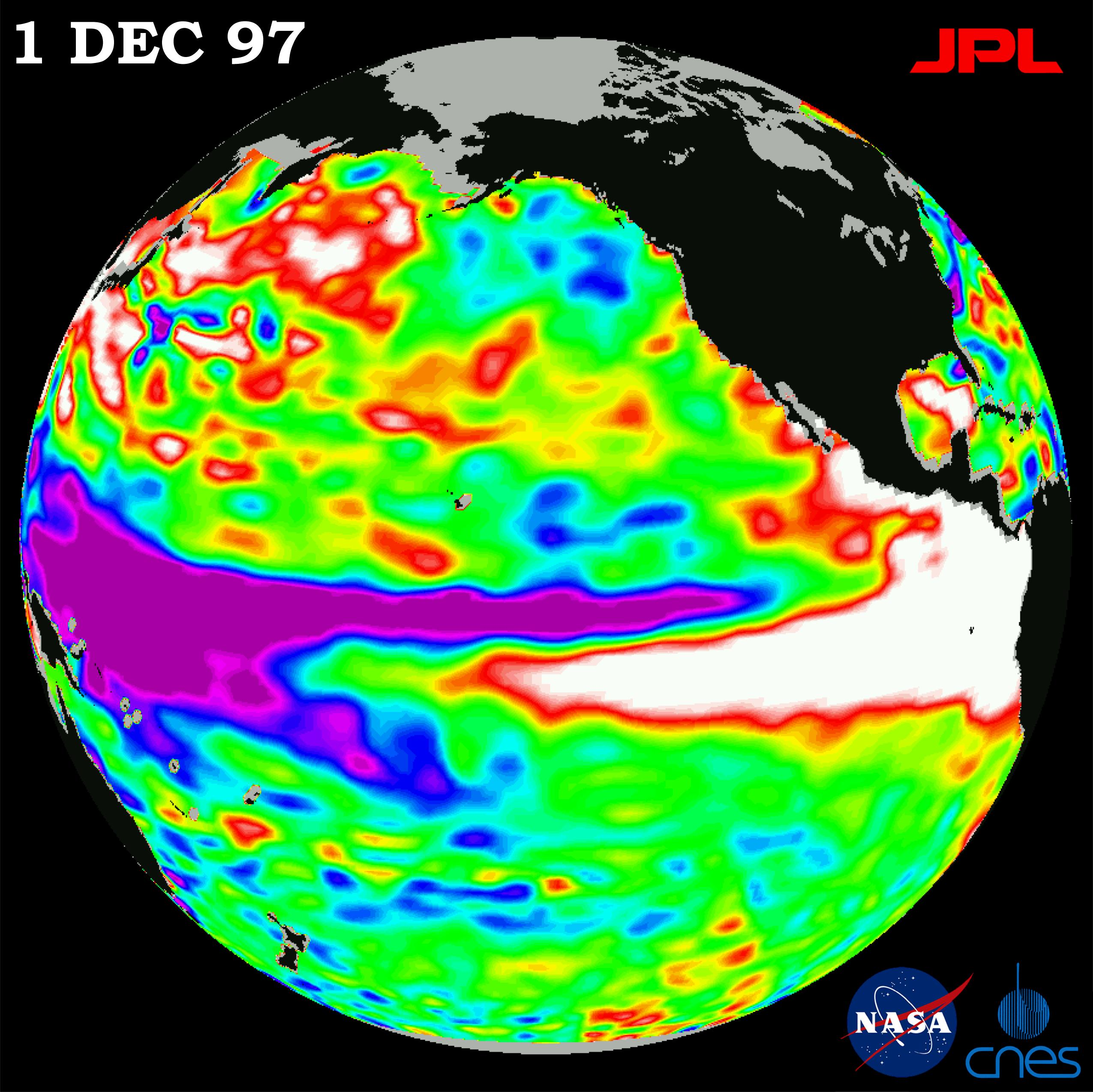
Il fenomeno dell'ENSO

Gli indici climatici vengono utilizzati dagli scienziati per meglio caratterizzare e comprendere i meccanismi del clima; proprio come accade con gli indici borsistici, per esempio il Dow Jones, che rappresentano le fluttuazioni complessive di più titoli azionari, così gli indici climatici in un certo senso "riassumono" le caratteristiche essenziali del clima, e sono perciò definiti semplici e completi, nel senso che danno una descrizione generale dello stato dell'atmosfera o degli oceani. Essi quantificano le fasi delle cosiddette teleconnessioni atmosferiche cioè i modi o pattern di variabilità atmosferica e oceanica a media, bassa e alta frequenza.
Con il nome di "El Niño Southern Oscillation" (o più brevemente "ENSO") si denomina un importante fenomeno sia oceanico che atmosferico. El Niño (e il fenomeno opposto, La Niña) sono fluttuazioni della temperatura delle acque superficiali dell'Oceano Pacifico Orientale, tra le più importanti e influenti teleconnessioni oceaniche-atmosferiche.

### Modelli climatici

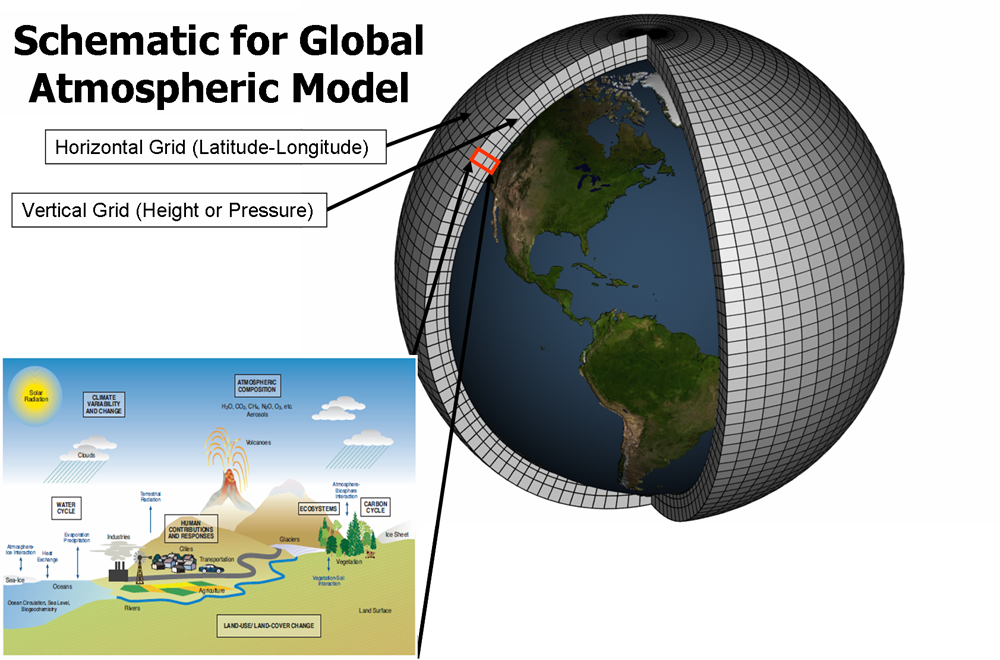
Schema del grigliato di un modello globale del Clima

Per lo studio del clima futuro, anche in relazione al problema dei cambiamenti climatici, sono stati messi a punto svariati modelli climatici a partire dagli anni settanta, sia globali (Global Climate Models, GCMs) sia regionali (Regional Climate Models, RCMs) ottenuti con operazioni di downscaling dai modelli globali.
Le equazioni di base dei modelli climatici sono sostanzialmente le stesse dei modelli meteorologici, ma in ambito climatico oltre ai modelli di trasferimento radiativo-convettivo e a quelli fluidodinamici, già presenti in quelli meteorologici, vengono aggiunte equazioni relative a processi fisici che hanno scarsa influenza a scala meteorologica (breve periodo), ma peso molto maggiore a scala climatica (medio-lungo periodo) come ad esempio l'effetto della copertura nevosa sull'albedo terrestre, l'interazione tra atmosfera e biosfera attraverso il ciclo del carbonio per la valutazione dell'impatto del forcing antropico, le variazioni delle correnti oceaniche (modelli oceanici), ovvero tutte le possibili retroazioni alle forzanti energetiche del sistema.
Cambia inoltre radicalmente il tipo di "risoluzione matematica" del modello: mentre nei modelli meteorologici hanno estrema importanza le condizioni iniziali da cui parte la previsione meteo (inizializzazione) e in virtù delle quali questa perde significato oltre i 15 giorni, i modelli climatici (pur inizializzati) mirano al calcolo dell'equilibrio medio generale del sistema climatico ovvero dei suoi parametri caratteristici medi visualizzabili tramite un semplice attrattore, il cui risultato a regime è indipendente dunque dalle condizioni iniziali, ma dipende unicamente dal bilancio delle forzanti energetiche del sistema unite in maniera non-lineare ai processi di retroazione. 

Ciclo del carbonio

Il livello di dettaglio dei modelli climatici è quindi tale da escludere la riproduzione della comune variabilità meteorologica interannuale e intrastagionale ovvero il caos intrinseco dell'atmosfera evidenziando invece i trend sul lungo periodo dei vari parametri atmosferici in funzione delle sole forzanti significative; in altri termini i risultati (output) dei modelli climatici sono puramente indicativi dello stato futuro 'medio' dell'atmosfera, cioè forniscono delle tendenze a medio-lungo termine del tutto in linea quindi con la definizione statistica di "clima" e l'analisi o prognosi richiesta, lasciando a quelli meteorologici ad alta definizione spazio-temporale i dettagli di breve periodo propri della comune variabilità meteorologica.
Prevedere il clima, ovvero i trend, è quindi sulla carta più semplice che prevedere il tempo meteorologico, a patto di conoscere tutte le forzanti; secondo alcuni l'unica difficoltà starebbe nella modellizzazione accurata di tutti i processi compresi i feedback per rendere il modello il più possibile realistico ovvero fedele alla realtà. In realtà anche modelli semplici possono avere una loro concreta validità nel lungo periodo grazie all'esclusione di determinati processi rilevanti solo nel più breve periodo.
Come per i modelli meteorologici anche i modelli climatici si differenziano tra loro per le diverse parametrizzazioni usate di alcuni processi fisici.
In base alla complessità del modello si distinguono inoltre modelli a bilancio energetico a singolo punto, modelli a complessità intermedia (EMICs), modelli full complexity (ma dall'alta onerosità computazionale) dinamici come gli AOGCMs, ovvero modelli con accoppiamento del sistema oceano-atmosfera-biosfera-criosfera che operano su un grigliato atmosferico e infine modelli a rete neurale.
Nell'ambito della teoria ufficiale del riscaldamento globale che vuole le cause di natura prevalentemente antropica (effetto serra), data l'incertezza sui quantitativi di gas serra futuri rilasciati dalle attività umane, le previsioni sui cambiamenti climatici futuri sono espresse in termini di "scenari" ovvero previsioni in base a diverse ipotesi di emissioni di gas serra ottenute a loro volta sulla base di modelli economici di sviluppo mondiale.
Come per i modelli meteorologici, un recente sviluppo delle previsioni climatiche è rappresentato dalle previsioni di Ensemble Multimodels le quali, attraverso i fondamenti della fisica stocastica, cercano di ridurre l'incertezza derivante dalla presenza dei numerosi modelli climatici, ovvero delle molte diverse parametrizzazioni, mediando opportunamente gli output tra i vari modelli.

## Altri ambiti di studio climatologici

### Cambiamenti climatici
Con il termine cambiamenti climatici si indicano le variazioni del clima della Terra, ovvero variazioni a diverse scale spaziali (regionale, continentale, emisferica e globale) e storico-temporali (decennale, secolare, millenaria e ultramillenaria) di uno o più parametri ambientali e climatici nei loro valori medi: temperature (media, massima e minima), precipitazioni, nuvolosità, temperature degli oceani, distribuzione e sviluppo di piante e animali.

### Paleoclima
Lo studio del clima passato è oggetto della paleoclimatologia. Secondo le conoscenze attuali il clima terrestre avrebbe subito nelle varie ere geologiche passate importanti cambiamenti climatici di origine naturale dovuti principalmente a variazioni orbitali terrestri (cicli di Milanković), variazioni dell'attività solare e modificazioni della composizione chimica dell'atmosfera terrestre in particolare nella concentrazione di gas serra evidenziando fasi alterne di raffreddamento e riscaldamento globale come ad esempio glaciazioni e periodi interglaciali. Tali risultati emergono da vari studi di carotaggi sui ghiacci polari e sui sedimenti geologici nonché, per quanto riguarda gli ultimi due millenni, dai risultati della dendroclimatologia, cioè dalle analisi sull'accrescimento degli anelli degli alberi.

### Microclima
In ambito locale si parla spesso di microclima per indicare le caratteristiche climatiche di un dato luogo che si differenziano da quelle di un luogo attiguo per caratteristiche geo-morfologiche proprie (es. esposizione a nord o sud, vegetazione ecc...).

### Clima e vegetazione
Lo studio degli aspetti del clima che condizionano la distribuzione dei vegetali costituisce la fitoclimatologia.
Per definire il tipo di fitoclima di una regione si deve tenere conto dell'interazione fra temperatura e precipitazioni: la quantità di acqua necessaria alla vegetazione aumenta con l'aumento della temperatura a causa dell'incremento dell'evaporazione e della traspirazione.
Tuttavia fattore più importante della quantità totale di pioggia è la sua distribuzione nel corso dell'anno e l'umidità dell'aria.
Sono state riconosciute forme di vegetazione molto diverse in relazione al clima, che possono rappresentare categorie di base per individuare significati adattativi in relazione al clima. Risultano spesso caratteristiche dei diversi biomi presenti alla differenti latitudini e altitudini.